# Голованов, Ярослав Кириллович
Яросла́в Кири́ллович Голова́нов (2 июня 1932, Москва, СССР — 21 мая 2003, там же, Россия) — советский и российский журналист, писатель и популяризатор науки. Главная тема творчества — космонавтика. Автор 20 книг, более 1200 газетных и 160 журнальных статей. Лауреат двух высших журналистских премий «Золотое перо России». Заслуженный работник культуры РСФСР (1982). Отец журналиста и писателя Василия Голованова.

## Биография
Родился в артистической семье. Дед — Н. Н. Голованов — переводчик «Божественной комедии» Данте Алигьери с итальянского на русский язык. Отец, К. Н. Голованов был основателем и первым директором Московского передвижного театра драмы и комедии (Театр Транспорта, ныне «Гоголь-центр»), работал в управлении театров Комитета по делам искусств при СНК РСФСР, был одним из руководителей Центрального дома культуры железнодорожников. Мать Анфиса Васильевна Голованова (урождённая Козлова) под псевдонимом Андреева была ведущей актрисой Театра транспорта. В 1941 году с семьёй эвакуирован в Омск, в 1943 году вернулся в Москву.
- 1950 — окончил среднюю школу в Москве.
- 1956 — окончил ракетный факультет МВТУ им. Н. Э. Баумана. Дипломный проект (расчёт ЖРД с тягой в 100 т) выполнил под руководством А. П. Ваничева. По распределению направлен в НИИ-1 Министерства авиационной промышленности, но был определён в лабораторию Г. И. Петрова не по своей специальности, что послужило причиной поиска других направлений деятельности.
- февраль 1958 — отобран из ряда кандидатов на должность литературного сотрудника отдела наук газеты «Комсомольская правда», с которой связана вся его будущая журналистская и писательская деятельность.
- с 1960 — заведующий отделом информации
- с 1963 — разъездной корреспондент
- с 1966 — член редколлегии газеты
- с 1968 — обозреватель газеты, опубликовал цикл очерков о представителях науки «Этюды об учёных».
- В начале 1990-х годов сотрудничал в журнале «Обозреватель», после его закрытия вернулся в «Комсомольскую правду».

Более 10 лет был специальным корреспондентом газеты на космодроме Байконур и в Центре управления полётами.
Умер в мае 2003 года от инсульта. Похоронен на Даниловском кладбище в Москве.

### Творчество
Главная тема творчества — космонавтика. С темой космоса связаны книги «Кузнецы грома», «Правда о программе Apollo», «Этюды об учёных», «Этюды о великом», «Архитектура невесомости», «Наш Гагарин», «Марсианин», «Космонавт № 1». Книга «Дорога на космодром» — история космонавтики от мифического Икара до Юрия Гагарина. Около 30 лет проработал над фундаментальной биографией главного конструктора Сергея Королёва «Королёв. Факты и мифы», выпущенной издательством «Наука» в 1994 году. Автор сценария вышедшего в 1982 году фильма-биографии о Королёве «Разбег».
В феврале 1966 года как автор повести «Кузнецы грома» по рекомендации Бориса Полевого и Василия Аксёнова принят в Союз писателей СССР.
В 1966—1970-е годы входил в коллектив авторов-фантастов, печатавшихся под псевдонимом Павел Багряк. В 1998—1999 годах опубликовал записные книжки «Заметки вашего современника».
В 1960-е и 1980—1990-е годы неоднократно приглашался в жюри Высшей лиги КВН.

### Космическая программа
В июле-августе 1965 года проходил медицинское обследование в Институте медико-биологических проблем Министерства здравоохранения СССР в рамках подготовки полёта в космос журналиста (в группе совместно с Юрием Летуновым из «Всесоюзного радио» и полковником Михаилом Ребровым из газеты «Красная звезда»), однако после смерти Королёва программа была свёрнута. При подготовке полёта японского журналиста Тоёхиро Акиямы в 1989 году Голованов активно выступал за приоритетность полёта советского журналиста в космос, но не получил положительного заключения по результатам медико-биологических исследований.

## Семья
- Первая жена — Валентина Журавлёва, дочь генерал-майора танковых войск Алексея Журавлёва. Сыновья Василий (1960—2021) и Александр (род. 1965).
- Вторая жена — Наталья Ласкина, дочь Бориса Ласкина. Сын Дмитрий (род. 1974).
- Третья жена — Евгения Альбац (впоследствии развелись). Дочь Ольга (род. 1988). Внук Алексей Линкольн Дойл (род. 2022), названный в честь Алексея Навального.

## Награды и звания
- Орден Дружбы народов (23 января 1986)
- Орден «Знак Почёта» (1975)
- Заслуженный работник культуры РСФСР (29 декабря 1982)[4]
- Премия Ленинского комсомола (1974) — за создание цикла очерков и репортажей о советской программе освоения космоса и активную пропаганду достижений науки и техники
- Премия Союза журналистов РСФСР «Золотое перо России» (1967) — за цикл материалов, посвящённых исследованию космического пространства[5]
- Премия Союза журналистов РФ «Золотое перо России» (2001) — за цикл «Заметки вашего современника»[5]
- Памятные медали в честь К. Э. Циолковского, С. П. Королёва, М. В. Келдыша, ГДЛ-ОКБ, Н. А. Пилюгина, В. П. Макеева

## Признание
- 9 марта 2001 года в честь Я. К. Голованова назван астероид 7729 Golovanov, открытый в 1977 году советским астрономом Н. С. Черных.